# Megistoleon
Megistoleon är ett släkte av insekter. Megistoleon ingår i familjen myrlejonsländor.
Kladogram enligt Catalogue of Life:
| Megistoleon | \| \| Megistoleon fumosus \| \| \| \| \| \| Megistoleon leroyanus \| \| \| \| \| \| Megistoleon ritsemae \| \| \| \| |
|             | \| \| Megistoleon fumosus \| \| \| \| \| \| Megistoleon leroyanus \| \| \| \| \| \| Megistoleon ritsemae \| \| \| \| |
|             | Megistoleon fumosus                                                                                                  |
|             | |
|             | Megistoleon leroyanus                                                                                                |
|             | |
|             | Megistoleon ritsemae                                                                                                 |
|             | |